# Булдаков, Тимофей Михайлович
Тимофей Михайлович Булдаков (жил в середине XVII века, точные даты жизни неизвестны) — русский мореход-первопроходец середины XVII века, чьи походы по Северному Ледовитому океану положили начало освоению Северного морского пути.

## Биография
Тимофей Булдаков родился в Великом Устюге, где по городским книгам числился кузнецом одной из слобод. Оттуда перебрался в Степановскую слободу в Тобольске, где стал казаком.
В 1649 году как «человек служилый» был отправлен с отрядом в качестве приказчика для сбора ясака на Колыму. Выйдя из Якутска осенью, успел дойти лишь до посёлка Жиганск, где перезимовал и 2 июня 1650 года достиг устья реки Лена.
Оттуда он хотел сразу же же пуститься в море, но из-за льдов простоял на месте около четырёх недель и только в середине июля достиг Омолаевой губы. Несколько дней находился около этой губы из-за встречных ветров и льдин и, наконец, вместе с восемью кочами торговых и промышленных людей, которых он встретил около Омолаевой губы, после многих препятствий и лишений, достиг устья Яны.
Затем ему удалось, плывя на восток и держась побережья, что вполне было возможно по мелководности коч, обогнуть Северный мыс, или Святой Нос (который он, как предполагается, обошёл первым в истории), и войти в Хромую губу. Но в это время (август) начались морозы: море на всём видимом пространстве покрылось льдом, кочи примерзли, и Булдаков, захватив провиант, решил вместе со своими спутниками продолжить путь по суше. Во время сборов поднялся сильный ветер с берега и разломал весь лёд (1 сентября), который понесло в море, а с ним вместе и кочи. Несколько дней Булдаков блуждал на своих кочах, носимый ветром между ледяными массами, от которых не раз грозила опасность гибели; наконец, ветер утих, полыньи покрылись льдом, и Булдаков, после исследования толщины льда казаком Андреем Погореловым, собирался по льду отправиться к берегу, однако начавшаяся новая буря унесла их ещё дальше в море.
Через пять дней втер утих, и путешественники по льду, обессилевшие от голода, холода, лишений и цинги, добрались наконец до устья Индигирки, откуда, хотя уже с меньшим трудом, но с нуждой, продолжали путь по берегу реки, около 300 вёрст, до зимовья Уяндина, где нашли помощь и провели зиму 1650—1651 годов. Все их суда были уничтожены льдом.
В 1651 году во время великого поста Булдаков выступил из Уяндина по направлению к Колыме через горы, нартами, и шёл таким образом до реки Алазейки (которая течёт на расстоянии 500 вёрст по болотистой местности и впадает в Северный Ледовитый океан пятью устьями; глубока и богата рыбой) целый месяц, питаясь по дороге корой. С Алазейки до Колымы он шёл ещё неделю и здесь зазимовал, получив царское жалованье от боярского сына Василия Власьева.
Составил «отписку» с подробным описанием своего плавания. Что стало с Булдаковым после, Миллер, сообщивший об этой экспедиции, не сообщает; современные историки не пришли к единому мнению о точной датировке плавания Булдакова.